# Centralny Instytut Aerodynamiki i Hydrauliki
Centralny Instytut Aerodynamiki i Hydrauliki (CAGI) (ros. Центральный аэрогидродинамический институт, ЦАГИ) – rosyjski państwowy ośrodek badawczy lotnictwa.

## Historia
Bazą do stworzenia CAGI było laboratorium aerodynamiczne, które funkcjonowało przy Państwowym Uniwersytecie Technicznym w Moskwie. 1 grudnia 1918 r. zostało ono przekształcone w Centralny Instytut Aerodynamiki i Hydrauliki, inicjatorem jego powstania był prof. Nikołaj Jegorowicz Żukowski. On też objął stanowisko pierwszego kierownika Instytutu. W 1919 r. do CAGI dołączono laboratorium stworzone przez Dmitrija Pawłowicza Riabuszynskiego co pozwoliło na rozszerzenie prowadzonych prac badawczych. Założyciel CAGI zmarł w 1921 r., stanowisko po nim przejął Siergiej Czapłygin.
W latach 1924–1934 powstał kompleks budynków przy ulicy Radiowej, który stał się bazą lokalową Instytutu, w 1941 r. powstał tam również tunel aerodynamiczny T-1005. Posiadane wyposażenie pozwoliło Instytutowi na prowadzenia prac z zakresu aerodynamiki, hydronamiki, dynamiki lotu i wytrzymałości samolotów. W CAGI zatrudniono młodych, obiecujących konstruktorów. Jednym z nich był Andriej Tupolew, który podczas pracy w instytucie opracował pierwsze radzieckie ciężkie bombowce TB-1 i TB-3. Jednocześnie na podstawie wyników prac badawczych publikowano pierwsze opracowania naukowe. W 1925 r. ukazała się prac pt.  „Standardy wytrzymałości statków powietrznych”, w 1937 r. opublikowano „Informator dla konstruktorów”, który w uzupełniły w późniejszych latach opracowania „Hydromechanika wodnosamolotu” i „Wytrzymałość samolotu”. W 1943 r. ukazał się „Podręcznik dla konstruktorów”.
Szybki rozwój lotnictwa, a co za tym idzie zakres prac badawczych, zmusił władze Instytutu do szukania możliwości stworzenia większego centrum badawczego poza terenem Moskwy. W wybranej lokalizacji w 1935 r. rozpoczęto budowę hal doświadczalnych.  W pobliżu powstało osiedle dla pracowników, które pierwotnie nazwano Stachanowo, następnie przemianowano na cześć założyciela CAGI na Żukowskij. W kompleksie badawczym powstały tunele aerodynamiczne o dużym przekroju T-101 i T-104 oraz tunel T-106 przystosowany do badań w zakresie prędkości okołodźwiękowych. Tunel T-101 z eliptyczną dyszą o wymiarach 24 na 14 metrów zapewnia prędkość przepływu do 52 metrów na sekundę i jest wykorzystany w XXI w.
Atak III Rzeszy na ZSRR zmienił charakter działalności CAGI, została ona całkowicie podporządkowana potrzebom wojska. Prowadzono badania z zakresu poprawy właściwości lotnych i bojowych radzieckich samolotów. Prace badawcze kontynuowano w ograniczonym zakresie, co zaowocowało w pierwszych latach po wojnie opracowaniem radzieckich samolotów o napędzie odrzutowym. W kolejnych latach działania CAGI były ściśle związane z potrzebami biur konstrukcyjnych pracującymi na rzecz radzieckiego lotnictwa wojskowego. Poza myśliwcami odrzutowymi prowadzono prace w zakresie opracowywania i badania konstrukcji bombowców strategicznych (Tu-16 czy Tu-160) oraz broni rakietowej. Radzieckie badania związane z podbojem kosmosu również były prowadzone w CAGI. W tym celu zbudowano na jego terenie tunele aerodynamiczne symulujące warunki lotu z prędkościami rzędu 20 Macha, gdzie badano odporność materiałów na nagrzewanie, zachowanie się obiektów przy prędkościach hipersonicznych oraz przy wchodzeniu w atmosferę ziemską.
W kolejnych latach w CAGI podjęto badania poświęcone samolotom o zmiennej geometrii skrzydeł. Po serii prac badawczych rozwiązano problemy związane ze sterownością i stabilnością tych konstrukcji, ich wytrzymałością oraz udowodniono zalety tego układu. Zaowocowało to powstaniem takich maszyn jak MiG-23, Su-24 czy Tu-160. 
W latach 50. i 60. XX w. w Instytucie prowadzono prace nad rozwojem radzieckich samolotów transportowych i pasażerskich, m.in. An-124, Ił-96 czy Tu-204. W latach 80. opracowywano zagadnienia związane z budową promu kosmicznego Buran. Od 1994 CAGI zyskało status państwowego ośrodka badawczego, w 2014 r. weszło w skład Narodowego Centrum Badań. Po 2010 r. w CAGI zajęto się pracami nad zagadnieniem ciężkich samolotów transportowych, mających możliwość przenoszenia do 200 ton ładunku. W tunelach aerodynamicznych testowano modele samolotu Ił-106, który w założeniu ma zastąpić An-124.
Poza testowaniem modeli samolotów w tunelach aerodynamicznych Instytutu badane są inne obiekty, tj. mosty, budynki i konstrukcje architektoniczne, żaglowce i statki czy samochody. Testom poddawana tam również specjalne anteny okrętowe, spadochrony i namioty alpinistyczne. Ponadto tunele aerodynamiczne wykorzystano w rosyjskich filmach, np. „Czarna błyskawica”, „Niebiańskie życie” i „Dziadek moich marzeń”.

## Ordery i odznaczenia
W trakcie swej działalności Instytut otrzymał odznaczenia:
- Order Czerwonego Sztandaru Pracy (1926),
- Order Czerwonego Sztandaru (1933),
- Order Lenina (1945),
- Order Rewolucji Październikowej (1971).